# Аверсив
Аверсив, или эвитатив, — падеж, встречающийся в языках австралийских аборигенов и показывающий, что субъект предложения данное существительное остерегается или боится.

## Использование
К примеру, в языке валматярри:
| Yapa-warnti                                | pa-lu      | tjurtu-karrarla | laparnkanja | natji-karti. |
| Ребенок-Абс..мн.                           | изъяв.-они | песок-АВЕРСИВ   | убежал      | пещера-АЛЛ   |
| Дети убежали в пещеру из-за песчаной бури. |            |                 |             |              |

Суффикс -karrarla показывает то, что действие (убегание) было предпринято с целью остережения песчаной бури, tjurtu-.
Аверсив так же может быть использован для обозначения объекта глаголов страха. К примеру, в языке тяпукай:
| Djama-lan      | ŋawu | yarrnga-nj.    |
| змея-АВЕРСИВ   | я    | бояться-пр.вр. |
| Я боялся змеи. |      |                |

## Языки
В немногих языках имеется отчётливый аверсивный падеж. Обычно, один падеж используется и для аверсива, и для других функций.
Языки с отчетливым аверсивом:
- Арранта
- Тяпукай
- Кумпайнгкир
- Марингар
- Марритхиел
- Валматярри
- Валманпа
- Вальбири
- Варумунгу
- Язык Западной пустыни
- Йидинь